# 罗存德
羅存德也譯羅布存徳（1822年—1893年），德國籍基督教中華傳道會傳教士，曾是郭實腊的同工，著有《英華字典》（1866-69）。《英華字典》出版於香港孖剌西報（The Daily Press），被認為是最早的英漢雙語字典，收集不僅僅有北京官語發音也注粤語發音。

## 生平
羅存德出生於今北萊茵-西發利亞邦古默斯巴赫市鎮（德語：Gummersbach, Nordrhein-Westfalen）。

## 參閱
- 中華民國學術研究中央研究院近代史研究所「1866-69羅存德英華字典」 （页面存档备份，存于）
- https://dl.ndl.go.jp/info:ndljp/pid/994615 （页面存档备份，存于）